# Резервисты и Академия ФК «Арсенал»
Команда футбольного клуб «Арсенал» до 23 лет (англ. Arsenal Under-23s) — команда резервистов английского футбольного клуба «Арсенал». Выступает в турнире под названием Премьер-лига 2, высшем дивизионе Лиги профессионального развития. Ранее за команду резервистов выступали игроки до 21 года, в настоящее время — до 23 лет.
В Академии «Арсенала» (англ. Arsenal Football Club Academy) выступают игроки не старше 18 лет. Академия «канониров» является одной из наиболее успешных юношеских академий в Англии. Её игроки семь раз побеждали в Молодёжном кубке Англии.

## Резервисты (команда до 23 лет)

### Достижения
- Победитель Футбольной комбинации: 18

1922/23, 1926/27, 1927/28, 1928/29, 1929/30, 1930/31, 1933/34, 1934/35, 1936/37, 1937/38, 1938/39, 1946/47, 1950/51, 1962/63, 1968/69, 1969/70, 1983/84, 1989/90
- Обладатель Кубка Футбольной комбинации: 3

1952/53, 1967/68, 1969/70
- Обладатель Лондонского кубка вызова: 7

1933/34, 1935/36, 1953/54, 1954/55, 1957/58, 1962/63, 1969/70
- Победитель Лиги Кента: 1

1896/97
- Победитель Лиги западного Кента: 3

1900/01, 1901/02, 1902/03
- Победитель Первого дивизиона лиги Лондона: 3

1901/02, 1903/04, 1906/07
- Обладатель Молодёжного кубка Кента: 1

1889/90
- Победитель Срединедельной профессиональной лиги Лондона: 2

1931/32, 1952/53
- Победитель Лиги восточных графств: 1

1954/55
- Победитель Метропольной лиги: 3

1958/59, 1960/61, 1962/63
- Обладатель Кубка Метропольной лиги: 2

1960/61, 1965/66

## Академия
В Академии «Арсенала» существует несколько возрастных групп, заканчивая командой игроков до 18 лет.

### Достижения
- Победитель Академической Премьер-лиги: 5

1997/98 (до 18 лет), 1999/2000 (до 17 лет), 2001/02 (до 19 лет), 2008/09 (до 18 лет), 2009/10 (до 18 лет)
- Победитель плей-офф второго дивизиона Лиги профессионального развития: 1

2015/16 (до 21 года)
- Обладатель Молодёжного кубка Англии: 7

1965/66, 1970/71, 1987/88, 1993/94, 1999/00, 2000/01, 2008/09
- Обладатель Национального кубка Премьер-лиги (до 13 лет): 1

2016/17
- Победитель Лиги юго-восточных графств: 4

1955/56, 1964/65, 1971/72, 1990/91
- Обладатель Кубка Лиги юго-восточных графств: 6

1959/60, 1960/61, 1961/62, 1963/64, 1970/71, 1979/80
- Обладатель Южного молодёжного освещаемого кубка: 5

1962/63, 1965/66, 1984/85, 1990/91, 1997/98
- Обладатель Малого лондонского кубка Футбольной ассоциации: 1

1966/67
- Четвёртое место в NextGen Series: 2012/13